# Neuvilley
Neuvilley is een gemeente in het Franse departement Jura (regio Bourgogne-Franche-Comté) en telt 77 inwoners (2011). De plaats maakt deel uit van het arrondissement Dole .

## Geografie
De oppervlakte van Neuvilley bedraagt 4,0 km², de bevolkingsdichtheid is dus 19,3 inwoners per km².

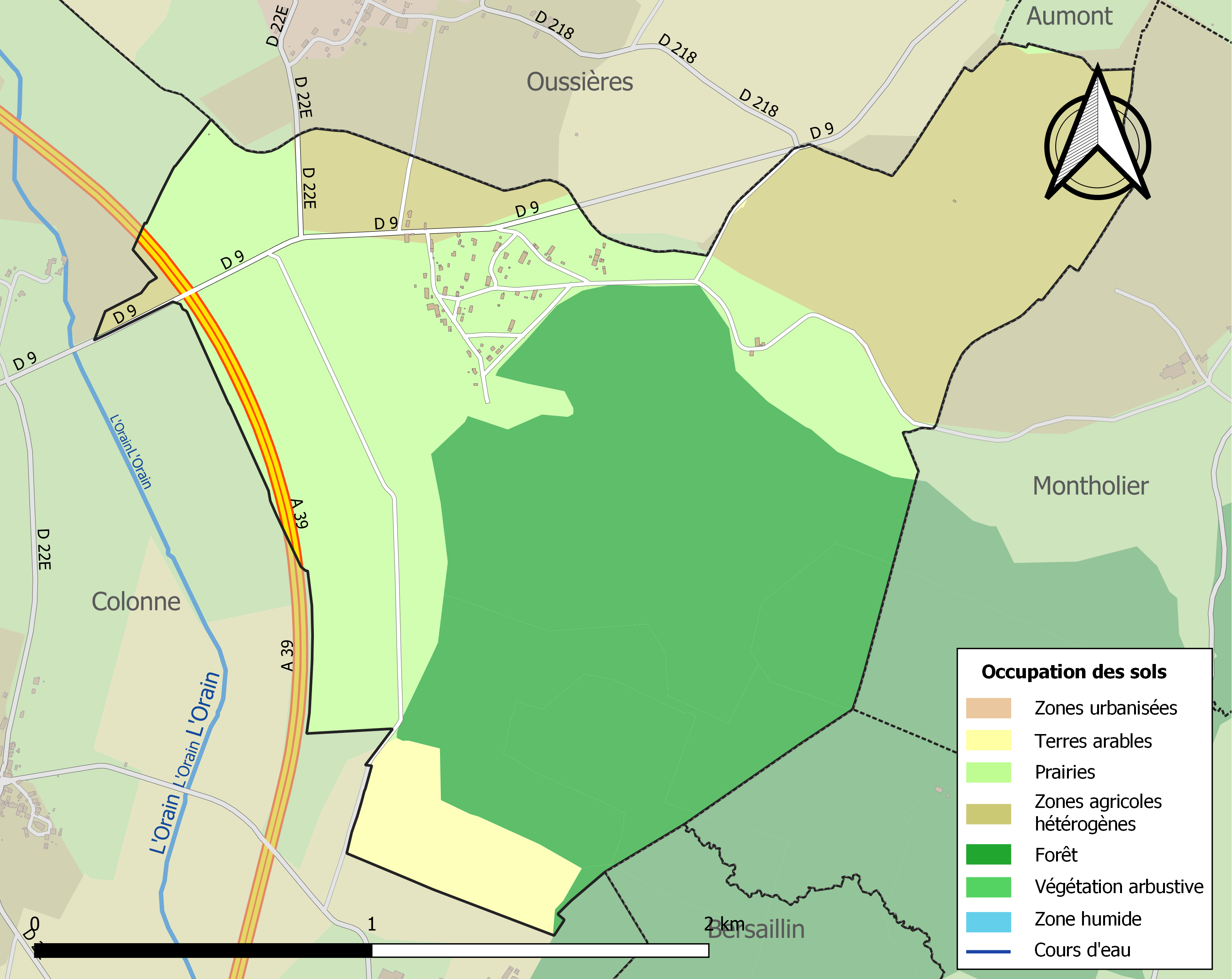
Kaart van de gemeente met de belangrijkste infrastructuur, bodemgebruik en omliggende gemeenten

## Demografie
Onderstaande figuur toont het verloop van het inwonertal (bron: INSEE-tellingen).